# Dexter Gordon - more than you know
Dexter Gordon - more than you know er en dansk dokumentarfilm fra 1996, der er instrueret af Don McGlynn efter manuskript af Leonard Malone.

## Handling
Long Tall Dexter blev han kaldt, den legendariske tenorsaxofonist, der fornyede jazzmusikken. Dexter Gordon levede i København i 14 år og optrådte ofte i Jazzhus Montmartre, hvor han fik stor indflydelse på dansk jazzkultur. I filmen optræder Billy Eckstine's Big Band, tenorsaxofonister som Lester Young, Coleman Hawkins og Ben Webster, samt bebobmestre som Charlie Parker og Dizzy Gillespie. Filmen rummer en lang række interviews og koncertoptagelser, samt prøveoptagelser til Bertrand Taverniers spillefilm Round Midnight, for hvilken Dexter Gordon blev Oscar-nomineret for sin skuespilpræstation.